# 若大将シリーズ
若大将シリーズ（わかだいしょうシリーズ）は、東宝が1961年から1971年まで製作した全17作から構成される加山雄三主演の青春映画のシリーズ名である。
社長シリーズ、駅前シリーズ、クレージー映画と共に、1960年代の東宝の屋台骨を支えた。

## 概要
1960年の安保闘争後に訪れた高度経済成長期、学生運動などと無縁の体制側の男子大学生、スポーツと歌が得意で正義漢、目上を敬い、友情に厚く、異性から好感を持たれる主人公の映画である。全作品カラー、シネマスコープである（「帰ってきた若大将」のみビスタサイズ）。

### 沿革

#### シリーズ誕生
このシリーズの生みの親は、プロデューサーの藤本真澄と脚本の田波靖男である。加山雄三は前年デビューし、田中友幸プロデューサーのもとで『独立愚連隊西へ』（1960年）や『暗黒街の弾痕』（1961年）で準主役を張り、着実に大物振りを発揮しだしていたが、大学を出たばかりの加山の演技はお世辞にも演技といえるものではなかった。そこで満を持して藤本は、本格的に加山雄三を売り出すことにし、戦前の松竹蒲田で清水宏監督により映画化された加山と同じ慶應義塾大学出身で慶應ではラグビー部に所属していた藤井貢主演『大学の若旦那シリーズ』を東宝で現代風にアレンジする企画を立てた。（これに先立ち、1958年、東宝は瀬木俊一主演で『若旦那は三代目』という作品を製作した。酒屋の三代目が大学スポーツの花形選手という設定は、若大将のプロトタイプと言って良いだろう。瀬木のシリーズは２作品作られ、主役を高島忠夫に交代させ、社会人シリーズとして継続された）。
藤本は、内々に加山の父である上原謙に起用方法についての意見を求め「演技とか細かいことを言わず、あのキャラクターを生かし好きにやらせたらいいのでは」と助言を得て、素のままで演じられるよう映画の主人公を加山に寄せることとした。加山を呼んで生い立ちなど聞き、お婆ちゃん子であったことや父親が厳しかったこと、ドカ弁で1日5食だという逸話などを取り入れて、加山と等身大の主人公像を作り上げた。メインライターは笠原良三だったが、超売れっ子で映画各社の掛け持ちも多く、東宝文芸部の田波が大枠を書いていた。第1作『大学の若大将』の浄化槽の蓋で焼肉をするのも田波のアイデアだった。
実は、『大学の若大将』の第1稿ではマンホールの蓋で焼肉を焼くというものだったが、藤本から「良識ある大学生がするもんじゃない。人が落ちたらどうするんだ」とクレームがついてしまった。だが、ギャグにこだわった田波は、公道のマンホールがダメなら大学構内の浄化槽の蓋にして、プロデューサーの意見を逆手に取り入れて管理人の片足を落すことにした。1961年7月に公開された『大学の若大将』は、加山自身を演じた等身大のヒーロー像が受けて大ヒットとなった。しかも劇場では、この浄化槽の蓋のギャグが大受けだった。さっそく藤本プロデューサーは二作目の製作を指示したが、「この次もマンホールの蓋で肉を焼くギャグを考えてくれ」と注文を付け田波をあきれさせた。こうして若大将シリーズは始まった。

#### スケールアップ
第2作の『銀座の若大将』もヒットし、第3作の『日本一の若大将』で3部作のトリという内容だったが、人気は衰えず、初の海外ロケの第4作『ハワイの若大将』まで作られた。ただ、この作品の後、加山は黒澤明監督の『赤ひげ』出演のため、スケジュールを1年間拘束されることが決まっていた。そのため、スタッフは加山の1年間のブランクによる若大将シリーズの人気低迷という危機感を抱き、シリーズの打ち止めも覚悟していた。だが、反対に観客の飢餓感の方が勝り、国内ロケの『海の若大将』は前作を上回る興業成績を収めた。また、この作品で歌われた弾厚作作曲、岩谷時子作詞、森岡賢一郎編曲の「恋は紅いバラ」「君が好きだから」もレコードがヒットし、ここに至って若大将シリーズは確固たる地位を築いたのだった。続く『エレキの若大将』は加山の音楽的な才能と当時流行していたエレキブームがマッチした出色の音楽映画作品となった。また加山の代表作である「君といつまでも」も挿入歌として歌われたが、このレコードが300万枚を売り上げるトリプルミリオンセラーとなり、加山雄三ブームといえる現象も生みだした。このブームの中、二度目の海外ロケ作品である『アルプスの若大将』は、加山の得意なスキーを前面に推し、シリーズでも『大学の若大将』に次ぐ観客動員と1966年の東宝映画興行収入第1位を果たす大ヒットとなった。翌年の1967年には正月公開の『レッツゴー!若大将』、東宝35周年記念作品『南太平洋の若大将』、『ゴー!ゴー!若大将』と3本が公開されることになった。押しも押されもせぬ東宝のドル箱シリーズの面目躍如というところだった。

#### 社会人編
加山の実年齢が30歳を越えると、さすがに大学生には無理があるようになった。そのため、『リオの若大将』で若大将を卒業させて、シリーズを終わらせることにした。しかし、これだけのヒット作を終わらせるのはもったいないということで、東宝が得意とするサラリーマン喜劇へとシフトさせることになった。この際に成熟した大人の女性としての色気がどうしても出てしまうようになった星由里子から、若手成長株だった酒井和歌子をマドンナ役に抜擢し、澄子とは違った、からりとした性格の節子がヒロインとなった。この抜擢に当初酒井は、加山との年齢差や星とのあまりの違いもあり躊躇したようであるが、初々しく清新なマドンナ像となった。1969年の正月映画となった『フレッシュマン若大将』は、高度経済成長期の1960年代の花形産業であった自動車メーカー・日東自動車のサラリーマンとなった若大将・加山と、大学を中退して縁故で副社長になった田中邦衛の青大将の絶妙なコンビぶりもあって、前作『リオの若大将』を上回る観客動員、興行収入となるヒット作になった。続けて同年7月に公開した『フレッシュマン若大将』の続編的な『ニュージーランドの若大将』は、同じく日東自動車のサラリーマンで、半年後の公開作であったが、加山の実年齢に近づけるため、2年間の海外赴任をしていたという設定であった。両作ともアクション映画を得意とした福田純のテンポある演出の軽快な作品となり、若大将シリーズ社会人編は無難な船出をすることができた。『リオの若大将』から『ニュージーランドの若大将』まで藤本を補佐する形でプロデューサーとなった大森幹彦によれば、企画としては『ニュージーランドの若大将』が先にあったが、急遽、北海道ロケ篇を作ることになったため2作が繋がったかたちになったという。

#### シリーズの終了と復活
1970年代に入って最初の『ブラボー!若大将』はこれまでとは趣きが違った作品となっていた。それは社会人篇で消えていたスポーツ競技が復活することになるが、大学篇時代とは違ってスポーツ万能の若大将ではなくなっていたのである。実業団テニスの決勝では辛勝する上、恋人にふられたあげく、会社の上司と衝突して会社を辞めてしまう。失意の中でグアムへと旅立ってしまうのだった。高度経済成長の翳りが作品に反映したのか、空元気の明るさで、最後のどんでん返しの復権も痛快さが感じられなかった。そして次作の『俺の空だぜ！若大将』では、青大将が専務を務める東海建設の平社員で、命令を受ける立場という不自由さが若大将を覆っていた。東宝サイドも加山若大将に見切りをつけ、ヒットシリーズを続けるために次世代へバトンタッチさせようと、大矢茂を二代目に指名した。そして1971年の『若大将対青大将』で、田沼雄一の実家である田能久の人々は登場せず、大矢若大将へとバトンタッチするのだったが、東宝のドル箱であったシリーズの一作としては惨憺たる結果となった。配給収入は7970万円強と1億円を割り込み、観客動員数も45万人と『アルプスの若大将』の（単独での動員数の）5分の1以下、『ブラボー！若大将』の半分にも満たない成績では、一旦打ち止めとするしかなかったのである。
その後、1975年頃に突如としてオールナイト興行が若い世代に人気となったのをきっかけに、若大将シリーズは一時低迷していた加山と共に再びブームとなり、草刈正雄主演による新作も2本作られたが、シリーズ化までには至らなかった。そんな折の1981年、加山雄三芸能生活20周年記念作品として『帰ってきた若大将』が制作された。おばあちゃん役の飯田蝶子はすでに亡くなっていたが、賀原夏子が加わり、草刈若大将でのマドンナ役だった坂口良子が今度は加山若大将のマドンナとなった。全篇が若大将シリーズのオマージュに溢れたこの作品は、配収10億円の大ヒットとなって、有終の美を飾った。

## シリーズ共通の設定
各作品の主要登場人物などの基本的な設定は共通しているが、シリーズとしては例えば松竹の『男はつらいよ』シリーズなどとは異なり、ストーリーのつながりはない。このため、このシリーズは一種のパラレルワールドを描いているともいえる。

### 登場人物

#### レギュラー
- 田沼雄一（加山雄三）
  - 初代若大将こと田沼雄一は明治時代から続く老舗のすき焼き屋「田能久」（たのきゅう）の息子で、大学の運動部（競技は作品によって異なる）のエースである。この役名は「田能久」の屋号をヒントに田沼姓が浮かび、これに加山雄三の「雄」をとって命名された。
  - 大食漢で頼まれたらイヤとはいえない気のいい性格である。母親は早世し父・久太郎、妹・照子、祖母・りきと暮らしている。
  - 好物は肉まんである。
  - 劇中、水泳、ボクシング、マラソン、スキー、柔道、駅伝など当時の人気スポーツのほか、ヨット、サッカー、アメリカンフットボール、フェンシングなど当時マイナーだったスポーツにも挑戦している。
  - 当時大人気だった野球が演じられていないのは加山自身が野球音痴だったからだとも、当時ライバル企業の東映・大映が球団を持っていた（フライヤーズとオリオンズ。のちの日本ハムとロッテ）[注 1]ことで藤本真澄プロデューサーが野球をテーマにすることに消極的だったからだとも言われている。
- 石山新次郎（田中邦衛）
  - 青大将こと石山新次郎は若大将の同級生であり、シリーズ全般におけるコミックリリーフ的ポジションのキャラクター。大企業の社長の息子でいつも若大将に対抗意識を抱いている。各スポーツ等の技量や人望は全く比較にならないため、対抗意識はあくまで一方的なもので、若大将の方は憎めない友人として接している。この役名は石原慎太郎・石原裕次郎兄弟をもじったものである。
  - 当時、黒澤明監督がプロデューサーの藤本に次回作の企画を持ち込んでいたが、この映画の仮題が「青大将」で、藤本はそれを退け、若大将の敵役のニックネームに「青大将」を使った[5]。藤本は大のヘビ嫌いだった。黒澤はその企画のタイトルを『椿三十郎』と改め脚本を完成させた。加山、田中、江原達怡、団令子ら『大学の若大将』の面々が、揃って『椿三十郎』に出演している[5]。
  - 無線でのカンニングに失敗して留年（リオの若大将）。その後京南大学を退学したはずだが（フレッシュマン若大将）、「若大将対青大将」では再々試験により、若大将や江口より半年遅れで京南大学を卒業している。
  - 毎回澄子の頼みでパトロールカーや白バイに追いかけられながら若大将の試合に駆けつける、交通違反（速度超過、指定方向外進行禁止違反、一時停止不履行、一方通行逆走、その他諸々）の常習犯。
  - 意外（？）とスポーツ万能で、大学生編後期の作品ではヨット部員、アメリカンフットボール部員、サッカー部員として若大将をサポートする。ただし、アマチュアレスリング部員として若大将が所属する柔道部と新人勧誘で対立したことがあった。
  - 『帰ってきた若大将』では松崎真のバイオリン演奏で「君といつまでも」をソロで歌う（かつて澄子に振られた際酔っ払って『海の若大将』では八木節（♪またも出ました三角野郎が…）。を『南太平洋の若大将』では船頭小唄（♪俺は河原の枯れすすき…）を歌ったことがある）
- 田沼久太郎（有島一郎）
  - 雄一の父親。「田能久」の当主で男やもめである。大正生まれの保守的な性格で、いつも雄一と対立しており、毎度のように雄一を勘当している。商業学校しか出ていないことにコンプレックスを抱いており、ことあるごとに、りきから「これだから商業学校は」とボヤかれる。また、「これだから大正生まれは」とボヤかれることもある。
  - 社会人編になると、ことあるたびに、未亡人に一目惚れをしてりき・照子・江口と衝突するが（そのことが原因で、りきから勘当されたこともあった）雄一は常に優しく久太郎に接する。
  - ほとんどの作品ではりきの実の息子と言う設定。ただし『日本一の若大将』では、田能久の奉公人で風邪をひいたりきの娘を優しく介抱したのがきっかけで、婿養子に迎えられたと照子が江口に話すシーンがある。
  - 「ゴー！ゴー！若大将」「リオの若大将」で久太郎の父親（雄一の祖父）の写真が登場する（いずれも有島がカツラ＆ヒゲをつけた扮装）。
  - 久太郎・りき・江口・照子は「若大将対青大将」には登場しない。
- 田沼りき（飯田蝶子）
  - 雄一の祖母。新しもの好きで雄一の理解者である。
  - 持病はぎっくり腰。
  - 明治生まれで新しい物好きのりき、大正生まれで保守的な久太郎、戦後生まれで革新的な雄一と、世代による価値観の違いが作中によく表れている。
  - 作品によって、それぞれ新しいもの（ボクシング、007、エアロビクス、ゴルフ）、英会話に凝っている。
  - 『帰ってきた若大将』制作時には飯田が既に他界していたため、写真での出演となった。『帰ってきた若大将』では、りきの法事のために雄一は帰国する。
- 江口敏（江原達怡、『大学の若大将』のみ役名が多湖誠、『ハワイの若大将』のみ配役が二瓶正也）
  - 雄一の所属する運動部のマネージャー。ただし、他の運動部に所属して雄一をスカウトすることもあり、『銀座の若大将』では拳闘部、『ゴー!ゴー!若大将』では自動車部への助っ人になるよう要請する。
  - シリーズを経るごとに照子との仲が接近し、『日本一の若大将』のラストでは照子と婚約。『フレッシュマン若大将』の冒頭では結婚を果たす。
  - 有能なマネージャーのようであるが、浄化槽の蓋で焼肉をしたり（大学の若大将）、レストランの残飯で食事を作ったり（銀座の若大将）、肉の缶詰と間違えてドッグフードを買ってきたり（海の若大将）とドジな面もある。
  - 珠算はできるのにギターは弾けない（エレキの若大将）。また江原本人同様泳げない（大学の若大将）。
  - 江原本人が泳げないため、海に投げられるシーンやヨットから海に飛び込むシーンがある「ハワイの若大将」は、江原に代わって二瓶正也がキャスティングされた。
- 田沼（江口） 照子（中真千子）
  - 雄一の妹。家業を手伝いながら洋裁学校へ行っている。『大学の若大将』以外での江口の恋人であり、社会人篇では江口と結婚する。なお、中真千子は江口役の江原達怡とは他の東宝映画作品でも恋人や夫婦役が数多くある（社長シリーズなど）。
- 太田茂夫（大矢茂）
  - 2代目若大将。『ゴー！ゴー！若大将』から登場し、『若大将対青大将』において雄一から『若大将』のニックネームを受け継ぐ。
  - ドライブインを経営している母親（久慈あさみ、三条美紀）、ガールフレンド（松村幸子、吉沢京子）がいる。

#### マドンナ
- 澄子（星由里子）
  - シリーズ前半の学生篇でのマドンナ、澄子はスーパーマーケットや宝飾店、化粧品店の店員、スチュワーデスなど作品ごとに職業は異なるが社会人である。嫉妬心が強い。演じた星由里子自身、澄子の性格は嫌いだったようである。演じた星由里子は澄子のファッションについてオードリー・ヘプバーンの影響を受けたと語っている。
- 節子（酒井和歌子）
  - シリーズ後半の社会人篇でのマドンナ。若大将の勤務する企業の取引先や同僚、利害関係者となることが多い。澄子とは違ってあっさりとした性格で嫉妬しても雄一から理由を聞くとすぐに理解して機嫌を直す。
  - 加山主演のシリーズ最終作『若大将対青大将』のラストシーンで「雄一と節子がニューヨークで結婚する。」とのくだりがある。
- 皆川純子（坂口良子）
  - 『帰ってきた若大将』のマドンナ。サザンクロス諸島での取材中にヘリコプターから落下した際、偶々スカイダイビングをしていた雄一に救助される。なお、坂口は草刈正雄の若大将シリーズでもヒロインを務めた。

#### シリーズに多数出演した俳優・女優
- 左卜全
  - シリーズ中、8本に出演。
  - 「大学」、「銀座」では大学教授役を。「日本一」ではりきと旧知の知り合いの住職役を。「ハワイ」「南太平洋」「リオ」では外国に在住の在留邦人役を。「フレッシュマン」「俺の空」では、金持ちのご隠居役を演じる。
- 上原謙
  - シリーズ中、5本に出演。
  - ほとんどの作品では、若大将に惚れるお嬢様の父親役。
  - 「日本一」のみ青大将の父親（石山社長）役。
- 堺左千夫
  - シリーズ中、4本に出演。赤マムシを演じているのは2作（「日本一」「ハワイ」）のみ。
  - 「大学」では、巡査（若大将の応援に行く青大将を先導する）。「銀座」では、コック（当初は先輩風を吹かしていたが、不良に絡まれているところを若大将に助けられてから改心する）役で出演。
  - 「エレキ」「アルプス」「ゴー!ゴー!」でも赤マムシが登場するが、別の俳優（「エレキ」はジェリー藤尾、「アルプス」「ゴー!ゴー!」は荒木保夫）が演じていた。
- 藤木悠
  - シリーズ中、5本に出演。
  - 「日本一」では照子の見合い相手、「ハワイ」では田能久の板前（馬肉を出した後に鹿肉を出し、客を憤慨させる）、「リオ」ではフェンシング部の監督、「フレッシュマン」では節子の兄役を演じる。
- 団令子
  - 「大学」「銀座」の2本に出演。
  - 劇中、若大将・青大将に「アンパンのデベソ」と団個人のあだ名を呼ばれる。
- 藤山陽子
  - シリーズ中、4本に出演。「大学」が映画デビュー作品。
  - ほとんどの作品では、若大将に恋するお嬢様役だが「海」のみ若大将の同級生役を演じた。

### 物語
- シリーズのパターンは一貫している。
- 若大将が澄子（あるいは節子、純子） と何かのきっかけで出会い、恋に落ちる。
- 青大将が澄子に惚れて邪魔をしたり、若大将が女の子にもてているのを澄子が嫉妬したりして2人の仲にひびが入る。
- しかし最終的には仲直りして、スポーツの方も若大将の活躍で大学が大会で優勝してハッピーエンドとなる（社会人編の場合は交渉などが成功する）。

「田能久」はほとんどの作品で麻布にある設定だが、古澤憲吾監督の作品のみ浅草にある。
田能久のモデルは浅草にある『今半本店』（仲見世通りの側道にあるアプローチがロケに使われたこともある）と、青山にあったころの『よしはし』である（当時の店内がセットに酷似している）。

#### 大学生編
若大将と青大将の大学はごく稀な例外を除いて「京南大学」。ロケは主に東京農業大学、明治薬科大学、日本体育大学（世田谷深沢プール）、日本大学文理学部などで行われた。
多くの作品で若大将は勘当されている。勘当は『ハワイの若大将』中で「年中行事」と言われるほど多く行われているが、誤解が解けるなどにより必ず勘当は解かれる。また、勘当と並び停学処分を受けることも多い。
青大将は試験があるとすぐにカンニングを行う。特に『ハワイの若大将』ではカンニングにより京南大学を停学になるばかりか、ハワイ大学の編入試験でもカンニングを行い不合格となっている。カンニングにかけるコストも高く、『海の若大将』、『リオの若大将』では無線を用いてカンニングしている（前者は試験監督に見つかり、後者は協力者の江口が解答の読み上げ途中に関係ない会話を始めてしまい失敗）。

#### 社会人編
『フレッシュマン若大将』と『ニュージーランドの若大将』では日東自動車のサラリーマンである。これは日産自動車の本社ビル（東銀座当時）や工場が撮影に使用されたこともあり類推される社名となった。『ゴーゴー!若大将』でも日産自動車は協力している。この2作は、同じ1969年の公開であるが、加山の実年齢に近づけるために2年間の海外赴任という設定にされた。
『ブラボー若大将』では転職を繰り返し最後には社長になる流れだが、『俺の空だぜ若大将』では青大将の会社に勤めているサラリーマンに再び戻っている。『若大将対青大将』でもサラリーマンであった。

## シリーズ一覧

### 大学生シリーズ
- 大学の若大将（1961年・東宝/杉江敏男監督）
  - 若大将は京南大学の学生
  - 水泳
  - 芦ノ湖ロケ
  - 浄化槽の蓋を鉄板代わりに焼肉を焼く。
  - 加山の実父上原謙が出演。
  - 青大将役の田中邦衛は、出演クレジットではラスト近くで、半裁ポスターには記載されていない。
  - 興行収入2億8千900万円。配給収入1億4千万円。観客動員は387万人の大ヒットとなった。
- 銀座の若大将（1962年・東宝/杉江敏男監督）
  - 若大将は京南大学の学生。対するライバル校は本作のみ「城東大学」。
  - 拳闘 （拳闘部の助っ人として大会に出場、部会活動としては音楽部に所属）
  - 銀座のレストラン「ノースポール」で暴れたことで、賠償を兼ねて丁稚奉公に出される。
  - 澄子に「あなたの名前は？」と聞かれた雄一は「私の名前は椿三十郎」と答える。
  - 講義中に早弁（青大将が告発）、合宿のスープの具にレストランの残飯を流用。
  - 久太郎の友人でレストラン「ノースポール」のオーナーとして上原謙が出演。
  - 澄子が勤めるブティックの客の役で塩沢ときが出演。
  - 興行収入1億9千300万。配給収入9000万。観客動員は260万人のヒットを記録した。
- 日本一の若大将（1962年・東宝/福田純監督）
  - 若大将は京南大学の学生
  - マラソン（マラソン部に所属）、水上スキー
  - 照子の縁談を壊したこと、店の金を持ち出したことが原因で勘当。
  - 若大将のみならず、青大将・江口も同時に勘当になる（江口の場合、照子と一緒に暮らしたい為の偽装だった）。
  - 面接試験で、青大将のことについて面接官である青大将の父親（上原謙）と喧嘩をして退席する。しかし、これが逆に好印象となり就職試験に合格する。
  - 芦ノ湖ロケ
  - 観客動員数は347万人。
- ハワイの若大将（1963年・東宝/福田純監督）
  - 若大将は京南大学の学生
  - ヨットレース（ヨット部に所属）
  - 牛肉と馬肉のすり替え事件とカンニングによる停学処分が原因で勘当。
  - ハワイロケ
  - 青大将がヨット部に提供した馬肉をりきが牛肉とすり替え馬肉を客に提供、客に出すはずの牛肉は若大将が合宿へ持って行く。
  - そうとは知らぬ板前（藤木悠）が誤って馬肉を出した後、口直しに鹿肉を出し客を憤慨させる。
  - 青大将に初めて（唯一？）のガールフレンド大川夏子（演：清水由記）ができる。
  - ハワイの化粧品店のオーナーとして上原謙が出演。
  - シリーズ初の海外ロケ、興行収入2億9200万円、配給収入1億4000万円、観客動員295万人を記録した。
- 海の若大将（1965年・宝塚映画/古澤憲吾監督）
  - 若大将は京南大学の学生
  - 水泳（水泳部に所属）
  - カンニング疑惑（実際には誤解） による停学処分と所属学部を久太郎に偽っていたことが原因で勘当。
  - 肉の缶詰と間違えてドッグフードの缶詰を買い置きし、合宿で振る舞う（他の部員が空き缶を見て発覚）。
  - 加山の持ち船「光進丸」が劇中で登場、青大将、江口、澄子と八丈島近海へ向かう（設定では青大将の所有）。
  - 停電中のステージで恋は紅いバラを歌う（カラオケは停電中にもかかわらずフルオーケストラ）。
  - その際、停電前まで演奏していたバンドは青大将＋寺内タケシとブルージーンズ。
  - 興行収入3億4400万円。配給収入1億7000万円。
- エレキの若大将（1965年・東宝/岩内克己監督）
  - 若大将は京南大学の学生
  - アメリカンラグビー（アメリカンラグビー部に所属）、乗馬
  - 久太郎が融資を依頼している銀行の頭取の息子（ジェリー藤尾）と喧嘩騒動を起こして勘当、さらに田能久が倒産。
  - 「エレキの神様」寺内タケシがそば店員役で（若大将のバンドで共演）、のちの加山夫人松本めぐみが別のバンドで、内田裕也がエレキ合戦の司会者で出演。
  - バンドに加入できた嬉しさのあまり、隆が出前の天丼（カツ丼？）をメンバーに分けてしまう。
  - 日光で雄一と澄子が「君といつまでも」をデュエットするシーンで雄一は、仏帳面でセリフも早口でしゃべってしまうが、後日加山は「設定（雄一が澄子のためを思って作った曲を雄一と澄子がデュエットする）が、おかしいためわざと演じた。」と語っていた。
  - 日光ロケ
  - この作で、300万枚を超すミリオン・セラーとなった「君といつまでも」が登場する。
  - 興行収入2億1150万円。配給収入1億円。
- アルプスの若大将（1966年・東宝/古澤憲吾監督）
  - 若大将は京南大学の学生
  - スキー（スキー部に所属）
  - スイスアルプス（ツェルマット、マッターホルン）、ウィーン、ローマ、苗場スキー場ロケ
  - 青大将が旅先でナンパしたフランス人女性（イーデス・ハンソン）が来日、田沼宅にホームステイさせるよう頼む。
  - 青大将がホテルに備え付けの痰壺を丼代わりにラーメンを食べる（部屋に入ってきた清掃係に注意される）。
  - プロスキーヤーのトニー・ザイラー、パンアメリカン航空のデビッド・ジョーンズが出演。
  - 興行収入4億6000万円。配給収入2億3323万円。本作はシリーズ最多に次ぐ入場動員(380万人)を記録している。
- 日劇「加山雄三ショー」より歌う若大将（1966年）
  - 日劇で開催された「加山雄三ショー」＆「大学の若大将」から「ハワイの若大将」までの名場面集＆タヒチで遊ぶ加山のプライベートショットで構成される。
  - 「お嫁においで」が、若大将シリーズで歌われるのはこの作品だけである。
- レッツゴー!若大将（1967年・東宝/岩内克己監督）
  - 若大将は京南大学の学生
  - サッカー（サッカー部に所属）
  - 青大将が勘当されて田沼家に転がり込む。
  - 香港・マカオロケ。
  - 宝田明、ザ・ワイルドワンズが出演（ワイルドワンズはLD・DVDのオーディオコメンタリーも担当）
  - 日本人客室乗務員の役で酒井和歌子（2代目マドンナ）、澄子の同僚役でひし美ゆり子（当時：菱見地谷子）が出演。
  - 興行収入4億7000万円。配給収入2億3980万円。本作はシリーズ最多に次ぐ入場動員(380万人)を記録している。
- 南太平洋の若大将（1967年・東宝/古澤憲吾監督）
  - 若大将は日本水産大学の学生
  - 音楽監督は弾厚作
  - 柔道（柔道部に所属）、水上スキー、スキューバダイビング
  - 青大将が食パンに挟んでハワイに持ち込んだ生ワサビがホノルルの税関で見つかり、係員に指示されて「生ワサビサンドイッチ」を食べてしまう。
  - ハワイ、タヒチロケ
  - 元TBSの名アナウンサー渡辺謙太郎が、若大将の柔道の試合を実況している。
  - 劇中前田美波里がソロで「忘れさせて」を歌っているが、シリーズ中加山以外の出演者がソロで歌を歌うのは異例である（大矢茂が若大将対青大将で、青大将が帰ってきた若大将で、中尾ミエがリオの若大将で歌っているだけで、澄子は雄一とのデュエットはあるが1人では歌っていない）。
- ゴー!ゴー!若大将（1967年・東宝&宝塚映画/岩内克己監督）
  - 若大将は京南大学の学生
  - モータースポーツ（ラリー）、駅伝競走（陸上部に所属）
  - 鈴鹿サーキット、京都、琵琶湖ロケ（ラリーでは京都から名古屋→日本ライン→飛騨→琵琶湖→京都のコースを走る）
  - 若大将が挿入歌「幻のアマリリア」を歌うシーンが2シーンあるが、1回目と2回目の歌詞が異なっていた（レコード化されたのは2回目の方）。
  - 公園で若大将が「幻のアマリリア」を歌う最初のシーンで、若大将と澄子のまわりにいたカップルがいきなり若大将の歌とトランペットに合わせて踊りだす。
  - 劇中青大将が澄子にダットサンのいわれを説明するシーンがあるがNHK-BSで放送された際、その場面はカットされて放送された。
  - 鈴鹿で出逢った京都の舞妓が田能久へ来るが、若大将が紹介するはずだった澄子と間違えて久太郎が応対する。
  - 若大将が合宿所の枕から詰め物の小豆を抜いて汁粉を作る（小豆に染み込んだ体臭と枕を壊したことで発覚）。
  - 舞妓役で浜木綿子が出演。
  - 若大将と喧嘩をするダンプカーの運転手役で吉本新喜劇の桑原和男、原哲男が出演。
  - ザ・ランチャーズが若大将のバックバンド役で初出演、2代目若大将：大矢茂が初登場。
  - 興行収入4億7200万円。配給収入2億2047万円を記録した。
- リオの若大将（1968年・東宝/岩内克己監督）
  - 若大将は京南大学の学生
  - フェンシング（フェンシング部に所属）
  - リオデジャネイロロケ
  - 若大将は石川島播磨重工業（実名で登場）の就職試験に合格する。
  - 青大将（田中邦衛）、赤マムシ（堺左千夫）以外の澄子を巡るライバル（久保明）が登場する（若大将シリーズでは初めて）。
  - 中尾ミエ、今東光、宮口精二が出演。
  - エレキの若大将に続き、内田裕也が司会者役で出演。

### 社会人シリーズ
- フレッシュマン若大将（1969年・東宝/福田純監督）
  - 若大将は日東自動車の新入社員（冒頭で入社）
  - 今作から藤岡琢也（雄一の上司役）、岡田可愛（雄一の同僚役）がレギュラー入りする。
  - スケート
  - 挿入歌の1つ「びっこの仔犬」は、そのタイトルから挿入歌の中から抹消されるか、「その他1曲」としてタイトルを伏せて紹介されることが多い。また、NHKBSで放送された際この曲はカットされた。
  - 久太郎が、草笛光子演じるスナック“ジャッキー”のママに一目惚れする。
  - 興行収入 3億9200万円。配給収入 1億9408万円を記録した。
- ニュージーランドの若大将（1969年・東宝/福田純監督）
  - 若大将は日東自動車の社員
  - スキー
  - ニュージーランド、オーストラリアロケ
  - 前作同様久太郎が、うつみ宮土理演じるブティックのママに一目惚れする。
  - 興行収入1億8400万円。配給収入9000万円。
- ブラボー!若大将（1970年・東宝/岩内克己監督）
  - 三矢物産を退社後アルバイトを経て三矢物産と熊井鉄鋼の合弁会社の社長に就任。
  - テニス
  - グアムロケ
  - 珍しく若大将が結婚を意識した恋人に振られ、会社もクビになる。
  - 誤って下剤を飲んだり、頭からケーキやコーヒーを浴びたり、海に落とされたりと青大将にもご難の作品。
  - 興行収入3億3000万円。配給収入1億2000万円。
- 俺の空だぜ!若大将（1970年・東京映画/小谷承靖監督）
  - 東海建設の社員
  - スカイダイビング
  - 京南大学スカイダイビング部員にもかかわらず、勇気がなく一度も飛び降りたことのない太田（2代目若大将）がマムシ（蛇）に噛まれた青大将（石山新次郎）を助けるため、初めて血清を持ってスカイダイビングに挑戦する。
  - 有島一郎はじめ伴淳三郎、左卜全、上田吉二郎、北竜二ら昭和の名脇役たちが多数登場した（特に最後の若大将シリーズ出演となった左卜全は、銭湯でオールヌードを披露し、『老人と子供のポルカ』を口ずさむ）。
  - 社会人編になって初めて久太郎が、若大将を勘当する。
  - 久太郎が、太田の母親（久慈あさみ）に一目惚れするが、2人で息子たちに内緒で手を出した小豆の先物取引に失敗して2000万円の損害を与えてしまう。
  - 2代目若大将太田茂夫の実家（ドライブイン）・母親（久慈あさみ）が初登場する。
  - 興行収入1億6900万円。配給収入8000万円。
- 若大将対青大将（1971年・東宝/岩内克己監督）
  - オートバイ
  - クレジット順は大矢がトップで、加山はトメ（クレジットのラストで表示される）扱いになった。
  - 本作をもって『若大将』のニックネームが田沼雄一から太田茂夫へバトンタッチされた。
  - 同時に『青大将』も田中邦衛から高松しげおへバトンタッチされた。
  - さらにヒロインも、酒井和歌子から吉沢京子へバトンタッチされた。
  - しかし、大矢・吉沢・高松の出るのはこれのみ。高松に至っては、役名が「学生」で、「石山新次郎」のような役名が無かった。
  - 更に新次郎は「青大将」のニックネームを譲ったのに、節子の気を引こうと雄一をアメリカの支社に栄転させたり、茂夫に妨害されたのを逆恨みして、茂夫のGF・森山圭子に節子を「茂夫の愛人」と言いふらしたり、雄一と共にやって来たアメリカのバイヤー・キャシーを「雄一の愛人」と節子に言いふらすなど、相も変わらずの意地悪し放題。
  - 久太郎、りき、照子、江口の田能久ファミリーは登場しない。
  - 逆に石山家の食卓が初登場。父親の剛造（松村達雄）・ばあやのきよ（千石規子）が食事のシーンで登場する。
- 帰ってきた若大将（1981年・東宝/小谷承靖監督）
  - 加山雄三芸能生活20周年記念作品
  - 若大将（本作では再び田沼雄一） はサザンクロス諸島自治政府顧問
  - マラソン（ニューヨーク・シティー・マラソン）
  - 「アルプスの若大将」の、若大将が君といつまでもを歌うシーンが純子の学生時代の思い出のシーンとして登場した。

### 番外
上述のほか、次のような番外作品が製作されている。これらの作品をシリーズに含める場合もあるが、通常は除かれている。
- お嫁においで（1966年・東宝／本多猪四郎監督）
  - 加山の同名の楽曲を映画化。ホテルレストラン主任役で有島一郎、担ぎ屋役で飯田蝶子と、シリーズレギュラーが助演。
  - 加山扮する須山保の恋人・露木昌子（沢井桂子）に横槍（田中邦衛ではなく黒沢年男）が入ったり、保の親から保が家出した事を聞かされて、主任が自分の息子でもないのに「エッ! 保が!?」と久太郎まがいの口調で叫んだりと、シリーズをイメージしたシーンがある。
- クレージー黄金作戦（1967年・東宝／坪島孝監督）
  - ワイキキビーチのシーンに加山がゲスト出演し、浜辺でくつろぐ植木等らの前を「二人だけの海」を歌いながら通り過ぎた後、「お呼びでない？ これまた失礼しました！」と言う。「ラスベガスのカジノで大金を手にし、ヨットを買って、（この作品の後公開されることになる『南太平洋の若大将』の舞台でもある）タヒチに行く途中」という設定で、植木から「タヒチの若大将」と呼ばれる。なお、実際に二人揃ってワイキキビーチでロケを行なっているものの[注 2]、加山・植木の同一カット内でのツーショット、およびセリフのやり取りはない。
- がんばれ!若大将（1975年）……草刈正雄が主演
  - 「大学の若大将」でも登場した浄化槽の蓋で焼肉を焼く場面が再び登場する。ただし、青大将（湯原昌幸）が浄化槽に落ちるオチがある。
  - 若大将の本名は「梅野正三」、青大将の本名は「井戸山英介」となる。また若大将の父親（フランキー堺）は「梅野長太郎」となり、「梅長」というトンカツ屋を経営している。
  - お婆さんは飯田蝶子が死去したため、賀原夏子が演じるが、今度は「岡本はな」となり、実の祖母ではなく、合宿所のまかない婦となっている。なお賀原は『帰ってきた若大将』にも出演。
  - ヒロインはいけだももこ。
  - 若大将のスポーツは、アメリカンフットボール。なお青大将は、空手部の主将を担当している。
- 激突!若大将（1976年）
  - 主要な配役は「がんばれ…」と同じだが、ヒロインは坂口良子に変更。坂口は後に加山主演の『帰ってきた若大将』でもヒロインになり、2人の若大将のヒロインを務めた。
  - 若大将のスポーツはアイスホッケーになる。
  - 合宿費用を捻出するために、若大将が自曲のレコーディングを承諾し、それが騒動の元になる。
- 「社長になった若大将」（1992年、TBS系）
  - テレビシリーズとして制作された。
- 「若大将のゆうゆう散歩」
  - 2012年5月から2015年9月まで加山雄三の冠番組として平日毎日放送されていた。

## DVD
若大将シリーズは加山雄三の生誕60周年を前に、芸能生活35周年、結婚25周年にあたる1995年 - 1996年に東宝からレーザーディスク（LD）化されていたが、DVDはその10年後：芸能生活45周年を迎えた2005年 - 2006年に4回に分けて東宝からリリースされた（ただし「歌う若大将」のみ単品で購入不可）。副音声のオーディオコメンタリーはLDでも収録されていたが、DVD化にあたっては当時の出演者や製作スタッフ（太字）、加山雄三ファンの著名人などで新規に収録、ホスト役を脚本家・田能久（でん よしひさ）が担当した。ジャケットは出荷時はLDと同様のオリジナルデザインだが、裏面はポスターが印刷されている。また各作品毎に撮り下ろしの「若大将スペシャル」が収録されており、作品や加山雄三に関連した内容が取り上げられている。
なお下記のタイトルはDVDボックスのもので、単品売りの場合は「東宝セレクション」シリーズとなる（「歌う若大将」と「社長になった若大将」を除く）。

### 若大将サーフ&スノー
若大将シリーズの代表的な作品を中心とした構成。2005年6月発売。
- ハワイの若大将（オーディオコメンタリー：星由里子・小堺一機）
- エレキの若大将（オーディオコメンタリー：中真千子・馬場康夫）
- アルプスの若大将（オーディオコメンタリー：若林映子・ラサール石井・小倉久寛）
- ボックス特典：歌う若大将
- 初回版特典：若大将・青大将・澄子の指人形セット

### 若大将キャンパス
学生編初期の4作品で構成。2005年10月発売。
- 大学の若大将（オーディオコメンタリー：藤山陽子・桜井浩子）
- 銀座の若大将（オーディオコメンタリー：北あけみ）
- 日本一の若大将（オーディオコメンタリー：二瓶正也・田村奈巳）
- 海の若大将（オーディオコメンタリー：沢井桂子・北原照久）
- ボックス特典：「大学の若大将」 - 「南太平洋の若大将」から抜粋されたオリジナルミュージッククリップDVD「若大将トラックス」。

※ファンハウス（現BMG JAPAN）からも同名のサウンドトラックCDが2種類発売されていた。

### 若大将フレッシュマン
社会人編で構成。2006年3月発売。
- フレッシュマン若大将（オーディオコメンタリー：酒井和歌子・関根勤）
- ニュージーランドの若大将（オーディオコメンタリー：藤岡琢也・岡田可愛）
- ブラボー！若大将（オーディオコメンタリー：岩内克己・柏木由紀子）
- 俺の空だぜ！若大将（オーディオコメンタリー：小谷承靖・ひし美ゆり子）
- 若大将対青大将（オーディオコメンタリー：吉沢京子・湯原昌幸）
- 帰ってきた若大将（オーディオコメンタリー：小谷承靖・坂口良子）
- 初回版特典：オリジナルデザインのギターピック

### 若大将アラウンド・ザ・ワールド
最後に残った学生編の4枚で構成。2006年6月発売。
- レッツゴー！若大将（オーディオコメンタリー：ザ・ワイルドワンズ）
- 南太平洋の若大将（オーディオコメンタリー：岩谷時子・森岡賢一郎・小谷承靖・※田波京子）※脚本家・田波靖男夫人
- ゴー！ゴー！若大将（オーディオコメンタリー：加山雄三・星由里子・江原達怡）
- リオの若大将（オーディオコメンタリー：ザ・ランチャーズより喜多嶋修・渡邉有三）
- ボックス特典：「ゴー！ゴー！若大将」 - 「帰ってきた若大将」から抜粋されたオリジナルミュージッククリップDVD「若大将トラックス2」

### テレビでの連続放送
- BS・地上波に限定すれば、2014年10月から12月にかけてBSジャパンで放送された「土曜の若大将」[6]で初めて全作品の連続放送がなされた[注 3]。

## その他
- 『若大将』の英訳として『Young Guy』が充てられていたが、『日本一の若大将』の海外向けパンフレットでは題名の英訳が『College Champ』[7]、『帰ってきた若大将』ではタイトルの英訳が『Return of the Champ』となっている。
- 1991年に「若大将」シリーズのローソンのCMとして高嶋政伸が起用された。これによって高嶋政伸を4代目若大将とする場合もある。東宝内では1991年頃に高嶋を主演に若大将シリーズを復活させる企画があり、三村渉らにより脚本の準備稿も書かれていたという[8]。
- 映画の後日談という設定で1992年に加山を主役に据えたテレビドラマ『社長になった若大将』が製作され、TBSテレビで全16話が放映された。

## 関連商品

### 企画ビデオ
- 「永遠の若大将」（東宝ビデオ、VHSビデオ59分）
  - 映画「若大将シリーズ」の名曲場面集
  - 企画/東宝音楽出版、渡辺音楽出版
  - 企画協力/ダン・ミュージック
  - 制作協力/加山プロモーション、TAC

### サウンドトラック
ドリーミュージックから発売
- 若大将トラックス
- 若大将トラックス2

### トミカ
映画に登場した自動車を商品化。トミーテックからトミカリミテッドヴィンテージの東宝名車座として2006年発売。
- 日産自動車・ローレル『フレッシュマン若大将』より
- トヨタ自動車・トヨエース家畜運搬車『俺の空だぜ！若大将』より
- 日産自動車・レパード『帰ってきた若大将』より
- ダイハツ・ミゼット『日本一の若大将』より

### パチンコ
CR加山雄三〜海とエレキと若大将〜（2008年、三洋物産）
- CMには「エレキの若大将」、「ハワイの若大将」、「アルプスの若大将」、「レッツゴー！若大将」、「歌う若大将」のシーンが使用された。